# Александър Ракшиев
Александър Николаев Ракшиев е български политик от „Продължаваме промяната“. Народен представител в XLVII народно събрание.

## Биография
Александър Ракшиев е роден на 19 август 1988 г. в град Пловдив, Народна република България. Завършва Езикова гимназия „Пловдив“ с профил немски език. Продължава образованието си в Американския университет в Благоевград, където учи бизнес администрация, икономика и информационни технологии. Специализира на два пъти в Съединените американски щати. Впоследствие завършва и магистратура по бизнес администрация в АУБ.
Александър Ракшиев развива успешна кариера в IT бранша с фокус върху продажби и бизнес развитие.
На парламентарните избори през ноември 2021 г. като кандидат за народен представител е 4-ти в листата на „Продължаваме промяната“ за 16 МИР Пловдив – град, откъдето е избран. Като част от 47-ото народно събрание Александър Ракшиев е заместник-председател на Комисията по икономическа политика и иновации и член на Комисията по околна среда и водите. Ракшиев е съвносител на закона, повишил прага на регистрация по ДДС до 100 000 лв.
Александър Ракшиев е запален планинар с редица изкачвания из планините в България. Има и бележити изкачвания извън България, включително Монблан (Франция), Ухуру (Танзания), Митикас (Гърция), Боботов кук (Черна гора) и други.
Ракшиев е семеен, с две деца.